# Rathaus Krems

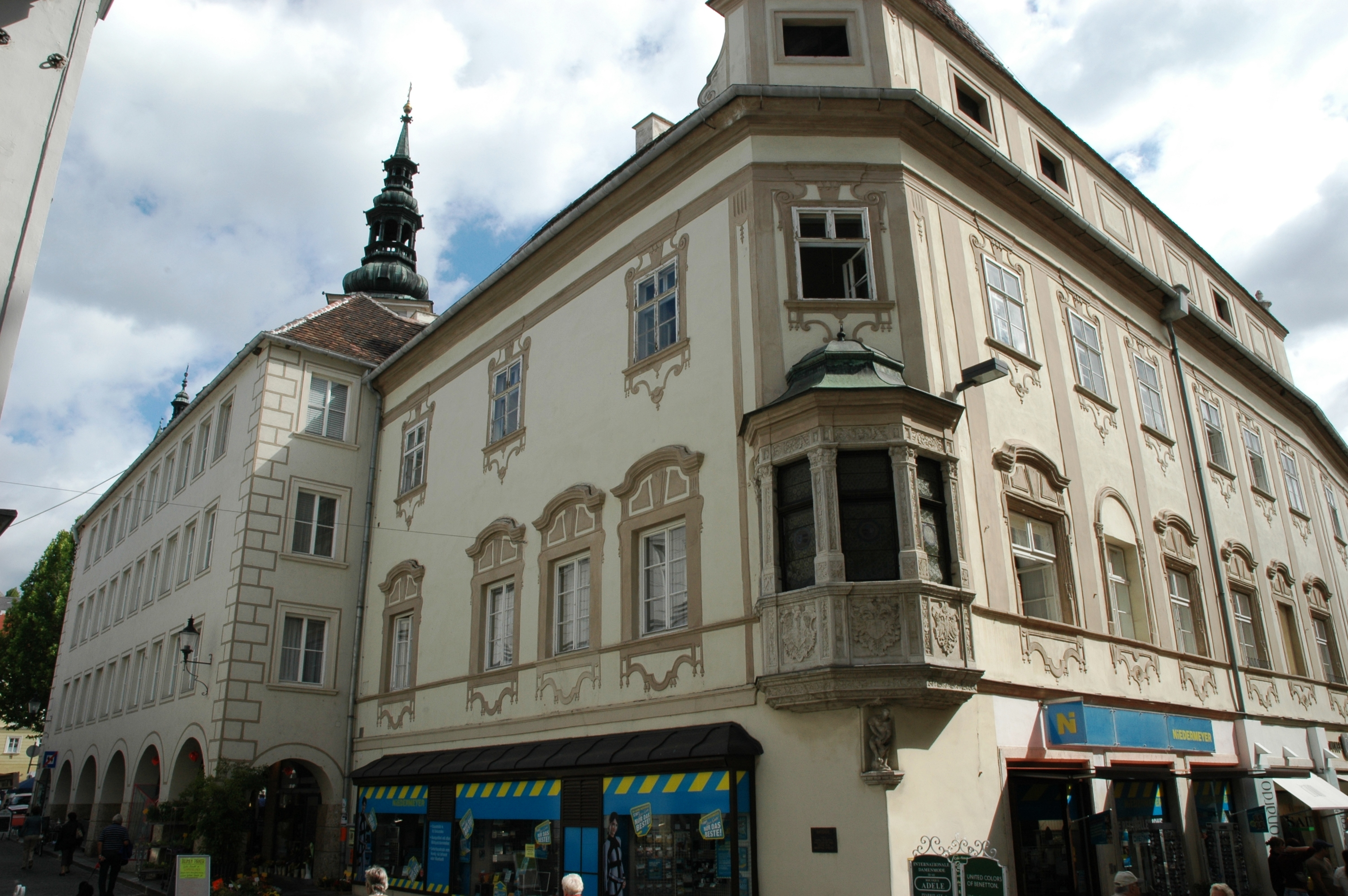
Kremser Rathaus gesehen von der Kremser Landstraße

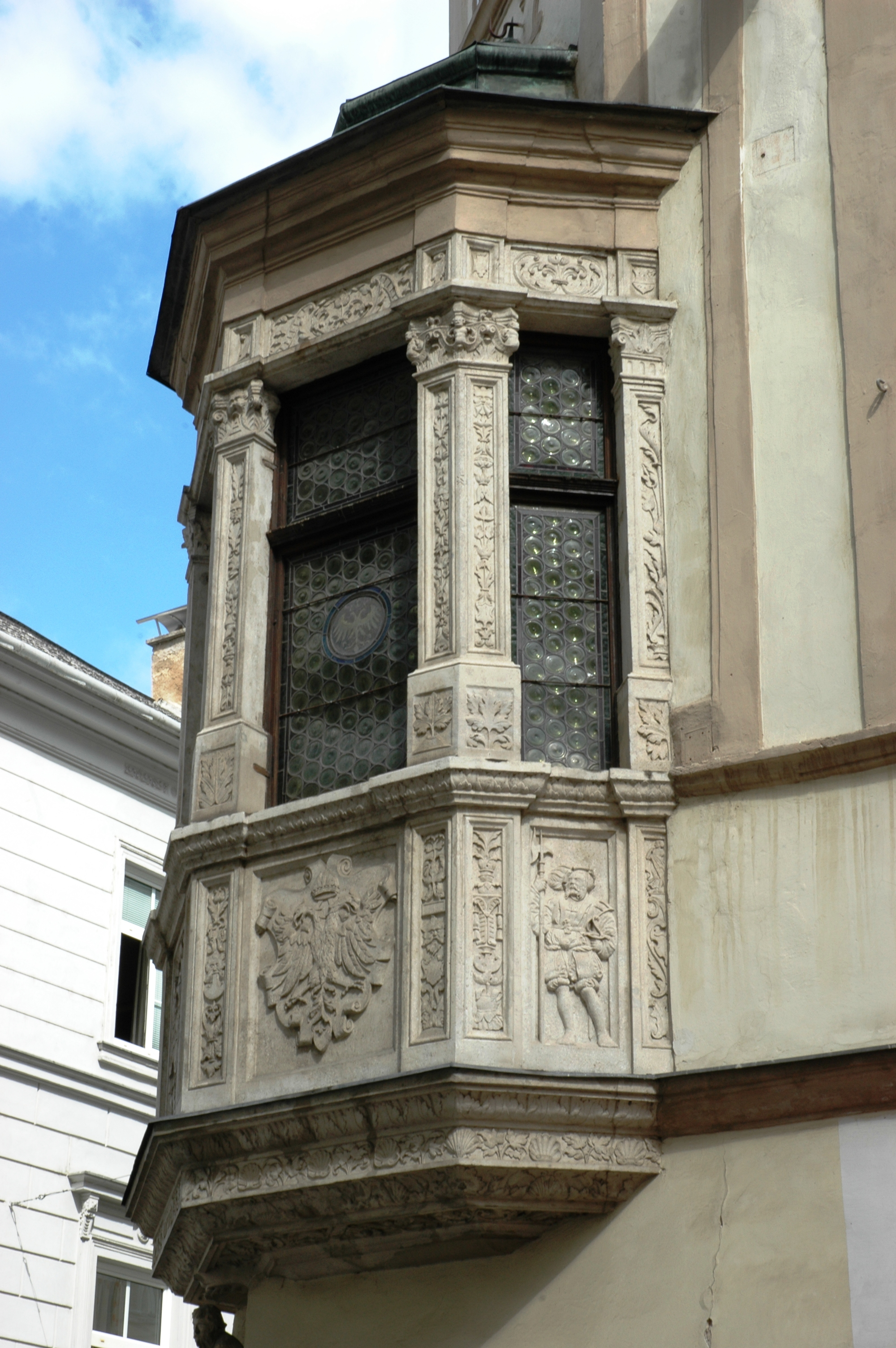
Rathauserker

Das Rathaus von Krems an der Donau befindet sich am Pfarrplatz südlich der Pfarrkirche Krems und der Kremser Landstraße.

## Geschichte
Die Geschichte des Kremser Rathauses beginnt mit dem Kauf einer Häusergruppe südlich des Pfarrfriedhofes, der um die Pfarrkirche Krems (St. Veitskirche) angelegt war, durch Margarethe von Dachsberg im Jahre 1419. Mit ihrem Tod 1452 gelangte das Areal testamentarisch an die Bürgerschaft von Krems, die 1453 beschloss, hier ein neues Rathaus zu errichten. Allerdings dauerte es beinahe 100 Jahre, bis dies in die Tat umgesetzt wurde. Im Inneren befindet sich eine zweischiffige Halle, deren Gewölbe auf Säulen mit Renaissancekapitellen lastet. Das letzte Joch wurde später abgemauert und damit das Bürgermeisterzimmer geschaffen, dessen Säule das Datum 1549 trägt. Von hier gelangt man in einen kleinen Saal im Stil der Nachgotik (heute Sitzungszimmer), den man als „Ratsstube“ bezeichnen könnte. Aus dieser Bauphase stammt auch der Rathauserker an der Südwestecke, gegen Landstraße und Kirchengasse, mit dem Datum 1548. Er gehört zum Besten, was in dieser bürgerlichen Renaissance in Krems geschaffen wurde. Die Felder tragen die Wappen der Habsburger Karls V. und Ferdinands I. sowie der Stadt Krems und werden außen von zwei Landsknechtsreliefs flankiert; die Fensterumrahmungen sind reich gegliedert. Als Stützfigur dient ein Löwenbändiger, der als Herkules zu deuten sein dürfte. Die heutige Barockfassade stammt vom Umbau des Jahres 1782.